# (23482) 1991 LV
1991 أل في (ويعرف أيضًا باسم (23482) 1991 أل في وفق تسمية الكوكب الصغير) (بالإنجليزية: 1991 LV)‏ هو كويكب ضمن حزام الكويكبات؛ وترتيبه 23482 من حيث الاكتشاف.
اكتُشف هذا الجُرم الفلكي بواسطة اليانور إف. هيلين في 14 يونيو 1991.

## وصلات خارجية
- (23482) 1991 LV في قاعدة بيانات مختبر الدفع النفاث لأجرام النظام الشمسي الصغيرة

- الاكتشاف · مخطط المدار ·  العناصر المدارية · المعلمات المادية

- (23482) 1991 LV على موقع ويكي سكاي: DSS2, SDSS, GALEX, IRAS, Hydrogen α, X-Ray, Astrophoto, Sky Map, Articles and images